# Franz Magill
Franz Hermann Anton Magill (* 22. August 1900 in Kleist, Landkreis Köslin; † 14. April 1972 in Destedt) war ein deutscher Reitlehrer, SS-Offizier und Kriegsverbrecher in der Zeit des Nationalsozialismus.

## Leben
Franz Magill war Sohn eines Tagelöhners, sein Vater erwarb 1908 einen kleinen Bauernhof in Zuchen, wo Magill die Volksschule abschloss. Er wurde zum Ende des Ersten Weltkriegs noch einberufen und wurde dann nach Kriegsende 1919 Freiwilliger (Zwölfender) im Husaren-Regiment Nr. 5 der Reichswehr. 1923 wurde er zum Unteroffizier befördert, 1928 zum Wachtmeister. 1929 bestand er die Reitlehrerprüfung an der Reitschule in Belgard und ging nach seinem Ausscheiden aus der Reichswehr als Diplom-Reitlehrer an die private „Deutsche Reitschule“ auf Gut Düppel in Berlin.
Nach der Machtübergabe an die Nationalsozialisten 1933 trat Magill der SS bei (SS-Nummer 132.620) und leitete die Reitausbildung eines SS-Reitersturms. In der SS erhielt er 1935 den Rang eines SS-Hauptscharführers. Ab März 1935 wurde er als hauptamtlicher SS-Führer Reitlehrer an der SS-Junkerschule Braunschweig und machte dort Karriere. Bereits Ende 1935 wurde er zum SS-Hauptsturmführer befördert und, nachdem er zum 1. Mai 1937 der NSDAP beigetreten war (Mitgliedsnummer 4.137.171), am 20. April 1938 zum SS-Sturmbannführer.
Kurz nach dem Überfall auf Polen erhielt Magill in Berlin den Auftrag, in Gut Düppel und noch im September 1939 im besetzten Polen in Lodsch und zwei Monate später im Distrikt Lublin SS-Reiterschwadronen aufzustellen, die dann den Grundstock der SS-Totenkopf-Reiter-Standarten (zwei Regimenter) bildeten. Im Mai 1940 erhielt Magill von Hermann Fegelein den Befehl, die 2. SS-Totenkopf-Reiterstandarte aufzubauen. Dieser Aufgabe war Magill nicht gewachsen. Er wurde im April 1941 als Führer des 2. Regiments abberufen und Kommandeur der Reitenden Abteilung mit vier Schwadronen. Regimentsführer des 1. Regiments wurde Hermann Fegelein und des 2. Regiments SS-Sturmbannführer Heimo Hierthes (1897–1951). Im 1. Regiment hatte Magills Position der SS-Sturmbannführer Gustav Lombard inne.
Nach dem deutschen Überfall auf die Sowjetunion suchten die beiden SS-Reiterregimenter im rückwärtigen Raum der Heeresgruppe Mitte in Weißrussland systematisch nach Juden, um sie zu erschießen. Magills Einheiten operierten östlich von Brest in Richtung Gomel. In diesem Gebiet befanden sich mehrere Städte mit größeren jüdischen Gemeinden. Der Einsatz begann am 30. Juli 1941. Am Morgen des 1. August instruierte Fegelein nach einem Treffen mit Himmler und Erich von dem Bach-Zelewski die Schwadronen des 2. Regiments: „Ausdrücklicher Befehl des RF-SS. Sämtliche Juden müssen erschossen werden. Judenweiber in die Sümpfe treiben.“ In den folgenden Tagen ermordeten Magills Reiter tausende Juden in und um Pinsk. Am 12. August meldete Magill die Erschießung von insgesamt 6450 Juden. Allein zwischen dem 11. und 13. August wurden 2323 weitere Opfer gemeldet, vermutlich waren es noch mehr. Der Historiker Martin Cüppers schätzt die Gesamtzahl der jüdischen Opfer auf ungefähr 14.000, fast ausschließlich Männer und Jungen. Im Gegensatz zu anderen SS-Einheiten hatte Magill seine Befehle eng ausgelegt und konstatiert, die Sümpfe seien nicht tief genug, um Frauen und Kinder zu ertränken.
Magill wurde im September 1941 zum HSSPF Erich von dem Bach-Zelewski abgeordnet und bei der Partisanenbekämpfung eingesetzt. Er führte vom 28. Dezember 1942 bis zum 20. Februar 1943 in Vertretung Oskar Dirlewangers die SS-Sondereinheit Dirlewanger, möglicherweise eingebunden in die Kampfgruppe von Gottberg. Am 20. April 1943 wurde er zum SS-Obersturmbannführer befördert und war zuletzt Kommandeur der Divisionsnachschubtruppen der 14. Waffen-Grenadier-Division der SS.
Nach Kriegsende 1945 wurde Magill bis März 1948 von der britischen Besatzungsmacht wegen seiner SS-Zugehörigkeit interniert. Bei der Entnazifizierung wurde er zu sechs Monaten Gefängnis verurteilt, die durch seine Internierung als verbüßt galten. Beim Reit- und Fahrverein in Cremlingen bei Braunschweig war er Reitlehrer.
Im November 1959 wurde Magill im Zuge von Ermittlungen gegen Bach-Zelewski als Zeuge vernommen. Er berichtete freimütig über die Ermordung der Pinsker Juden durch seine Reitende Abteilung. Die Staatsanwaltschaft Nürnberg eröffnete daraufhin ein Ermittlungsverfahren gegen Angehörige des 2. SS-Kavallerieregiments, das im Juni 1960 an die Staatsanwaltschaft Braunschweig abgegeben wurde. Am 17. Februar 1964 wurde vor dem Landgericht Braunschweig der Prozess gegen den Hauptangeklagten Magill und seine früheren Kommandeure Walter Dunsch und Kurt Wegener, Spähtruppführer Hans-Walter Nenntwich sowie Regimentsadjutant Walter Bornscheuer eröffnet. Der bundesweit Aufsehen erregende Prozess endete am 20. April 1964 mit einer Verurteilung Magills wegen Beihilfe zum Mord in mindestens 5254 Fällen und zum versuchten Mord in mindestens 100 Fällen zu fünf Jahren Zuchthaus. Auch Dunsch, Wegener und Nenntwich wurden zu fünf bzw. vier Jahren Zuchthaus verurteilt, Bornscheuer freigesprochen. Trotz weiterer Ermittlungen gegen ehemalige Führerdienstgrade der SS-Brigaden blieb dies der einzige Prozess gegen ehemalige Angehörige der SS-Kavallerie, der mit einer Verurteilung endete. Am 20. September 1966 wurde er nach Verbüßung von zwei Dritteln der Haftzeit auf Bewährung aus der Haft entlassen.